# 新宿の母物語
『新宿の母物語』（しんじゅくのははものがたり）は、2006年12月22日（金）21:00 - 22:52にフジテレビ系列の『金曜プレステージ』で放送されたテレビドラマ。
「新宿の母」の愛称で知られる占い師・栗原すみ子の波乱万丈な半生をドラマ化した。ドラマ内では栗原と彼女の長男である岡野達也本人のインタビュー映像も放送された。

## 出演者
- 主な出演者：泉ピン子、内藤剛志、夏八木勲（特別出演）、ビビる大木、正名僕蔵、虻川美穂子、福田沙紀、佐々木すみ江、佐藤二朗、保田圭
- 特別出演：栗原すみ子、岡野達也

## スタッフ
- 脚本：田中孝治
- プロデューサー：鈴木伸太郎（共同テレビ）
- 演出：星田良子（共同テレビ）
- 原作：栗原すみ子『自伝「新宿の母」幸せになれるひと』（主婦と生活社刊）

## あらすじ
昭和5年、茨城に生まれた「新宿の母」こと栗原すみ子の人生は波乱万丈そのものだった。すみ子は幼くして父を肺結核で失った。肺結核は感染の恐れがあるとされ、発症後すみ子は父と別々に暮らした。結局、二度と会えぬまま父の死を迎えたが、感染を恐れた人々の手で父は焼かれ、その亡骸にさえ会わせてはもらえなかった。父の死後、働き手をなくしたすみ子一家は貧乏のどん底に落ちた。周囲の目も冷ややかで同じ年頃の子供たちに苛められ、すみ子は毎日泣いて暮らした。そんなすみ子とは違い、母は強かった。芯が強く、決して弱音を吐かない。そんな母の姿を見て、すみ子も「いつかきっと見返してやる」と心に誓った。時は昭和16年、大東亜戦争真っ只中のことであった。
20歳を過ぎた頃、すみ子は一人の男と恋に落ち、母の反対を振り切って結婚をした。しかし、いざ結婚してみると夫はロクに働かず、女遊びに呆ける毎日。母の言うことを聞いておけば良かったと後悔したが、「子供が出来れば……」とすみ子は一縷の望みを抱いた。そして待望の女児を出産。しかし、子供は赤痢にかかり、必死の看病の甲斐もなく死んでしまった。と同時に夫も姿を消してしまった。すみ子は絶望の淵へと落ちたが、その時、すみ子のお腹の中には新たな命が生まれていた―――「この子のために、しっかりしなきゃ」すみ子は第２の人生をスタートする決意を固めた。洋裁が得意であったすみ子は洋裁で生計を立てようと東京の洋裁学校に進学することを決めた。学校に行っている間、子供は母親に預けることにした。仕事ができるようになって帰ってくる。子供を迎えに来る。そうしてすみ子は東京へと旅立った。昭和29年、24歳の時のことであった。
東京の洋裁学校に進んだすみ子は裁縫の勉強に明け暮れたが、一人の男性と出会った。司法試験を目指す優しくて思いやりのある男性とすみ子は恋に落ちた。「この人とだったらやり直せる。子供を呼んで一緒に暮らせる」やがて男は司法試験に合格。新しい人生が開けたとすみ子は感じた。しかし、それも束の間。男は姿を消してしまった。すみ子は騙されていたのだ。生きる気力をなくしたすみ子は新宿の街を彷徨った。
すると一人の占い師が声をかけて来た―――「手、見せてみな」占い師はすみ子の手相を見るなり「男だったら、天下を取る手相だ」と言った。すみ子が自分のことを話すと、占い師は「苦労をバネに頑張りな」と言ってくれた。その時、すみ子の中で希望が生まれた。占い師の一言で死にたいと思っていた自分に希望が生まれた。すみ子は誓った。―――「私、占い師になる」と。
占い師になる決心をしたすみ子は故郷へと戻った。母に話すためだ。しかし、母は猛反対。占い師なんて胡散臭い商売は許さないと物凄い剣幕だった。
「勘当よ。もう二度と子供にも会わせない」しかし、それでもすみ子の気持ちは変わらない。すみ子は再び東京へと戻った。いつかきっと一人前の占い師になって息子を迎えに来ると心に誓って……。
東京に戻ったすみ子はあの占い師の弟子となった。最初は断られたが、3ヶ月間毎日土下座をして、漸く認めてもらったのだ。すみ子の修行は縁日などでおみくじを売り、買ってくれた人を無料で占うというものだった。最初こそ慣れなかったが、誠実に相手を見て占うすみ子の占いはすぐに当たると評判になった。しかし、そうなると他の同業者が黙ってはいない。ただでさえ若い女性の占い師は珍しい。暴力団紛いの脅しを受けることも少なくなかった。そんなある日、すみ子の兄弟子が自殺した。同業者による嫌がらせが原因だった。そんな時に師匠がすみ子に言った。―――「新宿でやってみないか」
新宿に来たすみ子の目に映ったのは夜の新宿の姿。日が暮れると、どこからともなく女たちが現れ、男たちの手を引いた。売春防止法が出来たとはいえ、新宿伊勢丹周辺はもとの青線・赤線の近く。自分の体を売って生活する「夜のおねえさん」たちの姿はいたるところで目についた。すみ子はそんな「夜のおねえさん」たちに優しく接し、「普通の仕事をしなさいよ」と事あるごとに話したが、誰も言うことは聞かなかった。親に売春宿に売られた者や帰る場所もない者……、みんな哀しい過去を背負っていた。中には大きなお腹をして誰の目にも出産が近いと思われる「夜のおねえさん」もいた。ある日、その彼女が突然産気づいた。その知らせを聞いたすみ子が慌てて病院に運ぶと無事子供は生まれた。すみ子は彼女に懇願され、子供の名付け親になった。名前は「サチコ」。幸せになるようにとの願いを込めた名前だった。しかし、この先厳しい現実が待ち構えていることに変わりはない。この時代に女一人で生きていくことの難しさを、いや憤りをすみ子は感じた。そして決心をした。この新宿の街で女たちのために占おう。女たちの希望の灯になろうと。
すみ子にはポリシーがあった。それは決して座らないこと。お客が立っているのに自分だけが座っているわけにはいかない。いつもお客と同じ目線でいたいという思いからだった。「なんだか、お母さんに話を聞いてもらってるみたい」どんな話でも真摯に聞き、悪い運勢が出ても一緒に解決法を考えるすみ子にそんなことを言う客が増え、いつしかすみ子は「新宿の母」と呼ばれるようになった。「新宿の母」の伝説の中にこういうエピソードがある。ある日、どうしても占う気になれない一人の少女がいた。その少女を見た瞬間、すみ子には死相が見えたという。すみ子はただ一言「今日から１週間は家から出ないように」と忠告をした。
しかし、その少女は数日後に家を出た際、交通事故に遭って死んだ。「お母さんの言うこと聞いていれば死なずに済んだのにね」と少女の友達が言った。そんなこともあり、「新宿の母」の名は瞬く間に広がった。
行列が出来るほどの人気。同業者からの嫌がらせもあったが、一番の難敵は警察だった。「道路交通法違反」という名目で警察に引っ張られていくことは日常茶判事。時には警官と言い争ったこともあった。そんな中、すみ子は一人の老警官に出会った。取り締まりの厳しい頑固者だったが、顔なじみになると世間話もするようになった。もうすぐ定年だという老警官は「定年後には新宿の母の客整理でもするかな」と笑った。だが、その数日後に事件は起こった。あの老警官がいる派出所が爆破されたのだ。幸いその老警官は一命を取り留めたが、手足四肢と定年後の第２の人生を失った。すみ子は後悔した。もし占っていれば食い止められたかもしれないと……。犯人はすぐに捕まった。テロだった。しかし、こうした騒動は新宿には尽きなかった。昭和33年に新宿で占いを始めた頃に比べると、時代の移り変わりと共に街も人々もその悩みも随分と変わった。その度にすみ子は悩んだ。時には手相が夢の中にまで出てきて、占いをやめようと思ったこともあった。だが、そんな時、一人の女性がすみ子の前に現れた。それはあの出産間際まで街に立ち続けた「夜のおねえさん」だった。彼女の隣には小さな女の子がいる。すみ子が名付けた「サチコ」だった。「お母さんのおかげで今は幸せに暮らしている」それもこれもすみ子の「サチコのために人生をやり直しなさい」という言葉があったからだという。他にもすみ子のおかげで悩みから開放され、今は幸せに暮らしているという女性達が後を絶たず、すみ子は占い師を続けることを改めて決意した。
やがて「新宿の母」はマスコミにも取り上げられ、日本中から女性たちが押し寄せた。日本中の女性から「お母さん」と慕われるすみ子だったが、一つ大きな心残りがあった。それは故郷に残してきた息子の事。多くの人々に「母」と呼ばれても、本当にそう呼んで欲しい我が子にそう呼んでもらえない寂しさ。勘当されてから一時も忘れたことはなく、会いたくなって途中の町まで出かけたこともあった。そんなある日、突然すみ子の前に故郷にいるはずの叔父が姿を現した。週刊誌で「新宿の母」の記事を見て、すみ子を迎えにきたのだ。茨城を飛び出した後、すみ子についてはヤクザの娼婦になった、東京で野垂れ死んだなど様々な噂が流れた。それを聞くたびに母親は胸を痛め、新聞記事にすみ子のことが載っていないか毎日調べていた。だから、すみ子の子供には「母親は死んだ」ことになっていた。「もう勘当も解いてもらえるだろう。息子に会ってやりなさい」と叔父は言った。
久しぶりに訪れた故郷。東京へ向かったあの日から既に8年の月日が流れていた。あの子は私を許してくれるだろうか？　「お母さん」と呼んでくれるだろうか？ 不安と期待が入り混じる中、息子に対面するとすみ子の目からは自然と涙が流れた。しかし、やはり息子はすみ子を受け入れてはくれなかった。無理もない、死んだとされていた母が突然目の前に現れたのだ。結局、すみ子が帰る日になっても息子は「お母さん」と呼んではくれなかった。しかし、子供に会えた事で、母と会えたことで、すみ子の心はどこかスッキリしていた。
それから数年が過ぎた頃、すみ子の母が亡くなった。死ぬ間際、母は「ずっと一人は寂しい。いい人を見つけなさい」と言った。強くて厳格な母の最期の言葉。これまで母に何一つ出来なかったすみ子はその言葉を“遺言”と捉え、結婚することに決めた。何度も何度もお見合いをし、その数は20回を超えた。しかし、なかなか良い相手は見つからない。それもそのはずつい相性を占ってしまうからだ。だが、ついに運命の相手を見つけた。相手もバツイチの子持ち。お金持ちでも何でもないけれど、一緒にいると安心できる。結婚しても占いの仕事を続けて良いとも言ってくれる。そして、息子もついにすみ子のことを「お母さん」と呼んでくれた。
家族の支えがあり、今もすみ子は女性の希望として新宿に立っている。初めて新宿に来てから40年以上の月日が流れ、占った客の数は200万人を超えた。「新宿の母」は言う。死ぬまでここで占いを続けますと。「人生悪いことばかりじゃない。一生懸命やっていればいつかきっといいことがある」と。